# 奉天咨议局
奉天咨议局1910年10月至1912年间中国奉天省的咨议局，是当时奉天省的最高议事机构。咨议局大楼旧址位于辽宁省沈阳市沈河区桃源街118号。

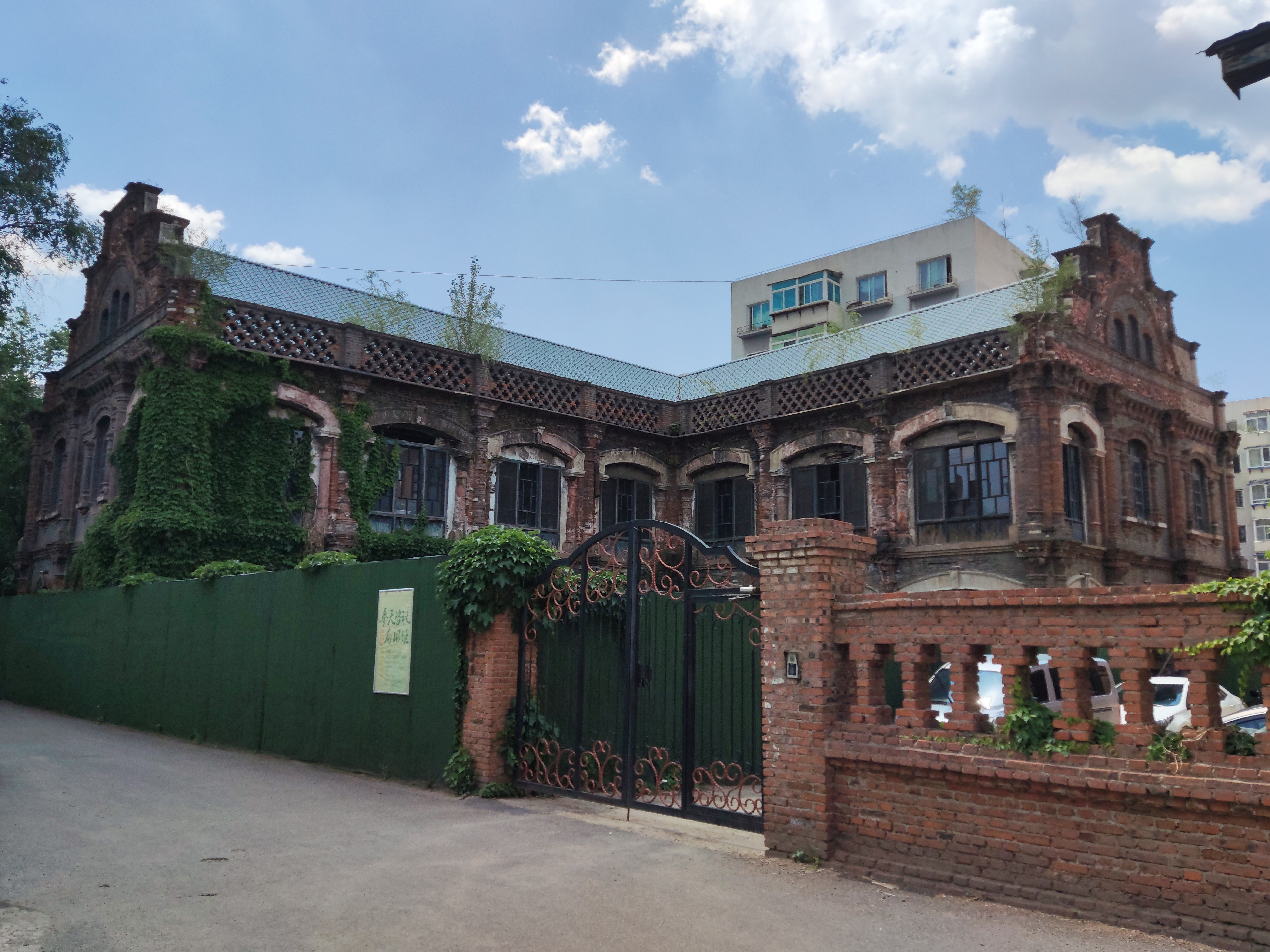

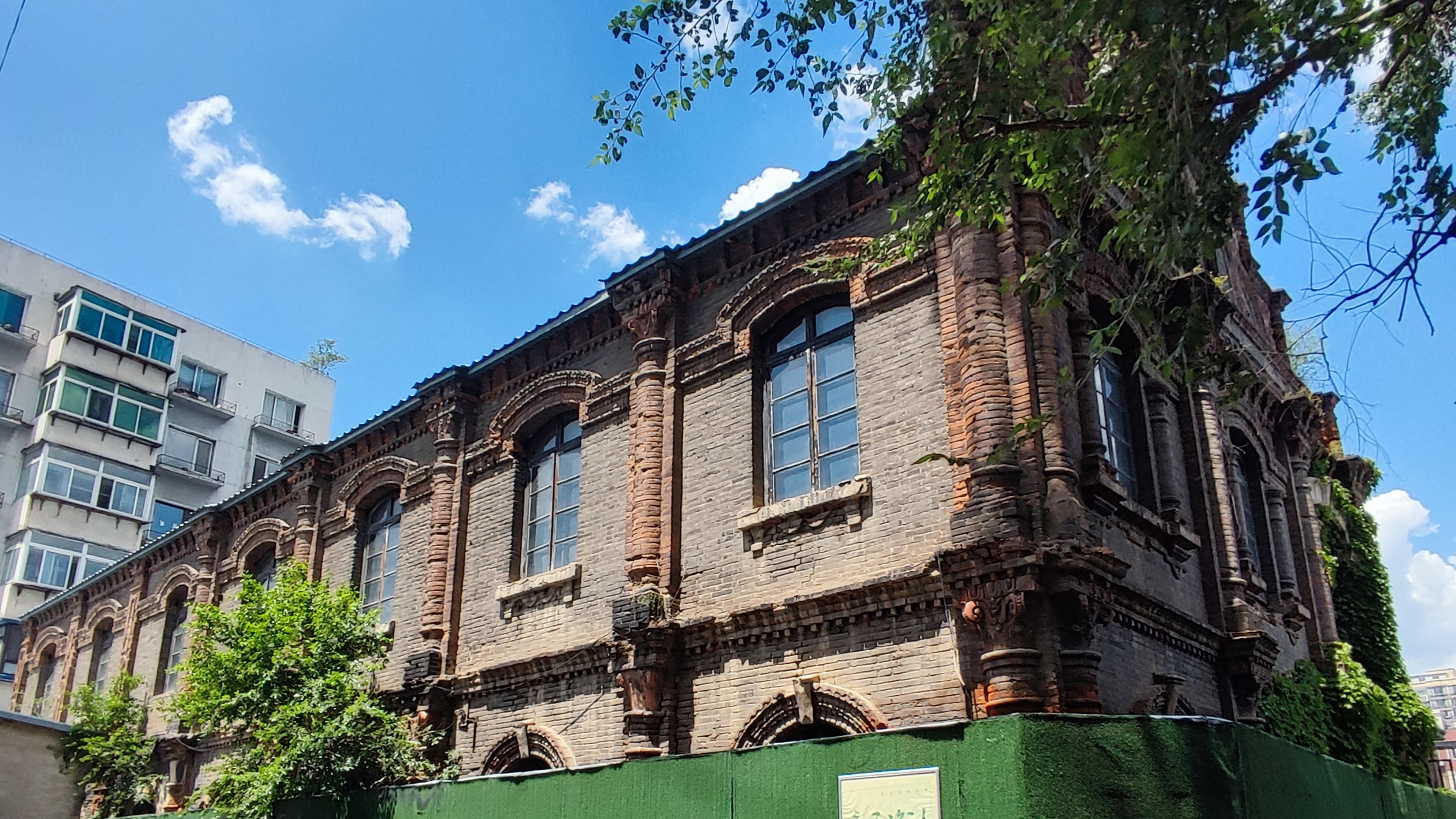

## 历史沿革
日俄战争后，清政府决定效仿日本，改革旧制，力主新政，学习西方共和制、议会制。1907年，清政府开始筹建资政院，是年10月，清政府正式下令模仿西方立宪制国家议会体制，于各省筹设咨议机关。
光绪三十二年，东三省总督徐世昌宣布开始筹办奉天省咨议局。宣统元年（1909年）九月初一，奉天省咨议局正式成立。1910年，新建大楼竣工并投入使用。
1912年起，奉天咨议局改为奉天省议会。咨议局大楼由奉天省议会做为办公楼使用。其后，由中国国民党奉天省党部、奉天省高等审判庭、检察厅等机构使用。

## 议员
奉天咨议局议员共计53人，其中额定50人，候补3人。
- 议长：吴景濂
- 副议长：孙百斛、袁金铠
- 议员：陈瀛洲、毛椿林、温广泰、白永贞、书铭、刘兴甲、张程九、王香山、牟维新、吴国珍、王荫棠、王化宣、鹿鸣、王玉泉、焉泮春、王星原、辛酉山、马芳田、徐珍、王在镐、宋联琦、刘东烺、薛俊升、杜赞宸、英桂、任圣之、齐赓云、张允中、杜培元、董成珠、高瀛海、福珠隆阿、桂森、周连昌、郑宗侨、王文阁、李冠英、惠如霖、萧露恩、董之威、杜燮铨、杨鸿序、华镜堂、殷廷璋、张焕棫、杨云淑、王伯勋、玉德、曾有严、孙绍宗